# Ingar Palmlund
Karin Ingar Palmlund, ogift Lundberg, född 31 januari 1938 i Lund i dåvarande Malmöhus län, är en svensk forskare och ämbetsman.
Ingar Palmlund är dotter till läkaren Uno Lundberg och Gunn Forsman. Hon har en pol. mag. och har varit överdirektör vid Statskontoret. Hon är professor emeritus i teknisk och social förändring vid Linköpings universitet. Hon har varit ledamot av Försvarets rationaliseringsinstitut (FRI).
Hon var 1960–1975 gift med Thord Palmlund (1931–2024), med vilken hon fick två barn.